# Racing Extinction
Racing Extinction é um documentário estadunidense de 2015 sobre a extinção em massa do Holoceno com depoimentos de cientistas, jornalistas e ativistas, sob a direção de Louie Psihoyos. Foi lançado originalmente em 24 de janeiro de 2015 no Festival de Sundance.

## Elenco
- Louie Psihoyos, diretor
- Heather Dawn Rally, investigadora disfarçada
- Michael Novacek, curador de Paleontologia
- Christopher W. Clark, cientista sênior Johnson e diretor do Laboratório de Ornitologia de Cornell
- Kirk Johnson, Museu Nacional de História Natural
- Ady Gil, manifestante
- Shawn Heinrichs, conservacionista marinho e artista
- Paul Hilton, fotojornalista
- Charles Hambleton, investigadora disfarçada
- David Doubilet, fotógrafo da National Geographic
- Jerry Greenberg, fotógrafo subaquático
- John Veron, Instituto Australiano de Ciência Marinha
- Elizabeth Kolbert, autora de 'The Sixth Extinction'
- Synte Peacock, Centro Nacional de Pesquisas Atmosféricas
- Jason Hall-Spencer, cientista marinho
- Alan Barton, Whiskey Creek Shellfish Hatchery
- Bill Dewey, Taylor Shellfish Farms
- Lester Brown, Earth Policy Institute
- Guillermo Berra, INTA
- Ming Yao, estrela do basquete NBA
- Petr Stepanek, cinematografista
- Joel Sartore, fotógrafo da National Geographic e fundador da Photo Ark
- Jane Goodall, fundadora do Jane Goodall Institute e primatologista
- Travis Threlke, Obscura Digital
- Leilani Münter, ambientalista e profissional de carros de corrida
- Elon Musk, fundador da Tesla Motors
- Eric Goode, fundador e presidente do Turtle Conservancy
- Dr. Jason Hall-Spencer, biólogo marinho, Plymouth University
- Mark Mandica, conservacionista de anfíbios da The Amphibian Foundation
- Stuart Pimm, ecólogo conservacionista da Universidade Duke
- Austin Richards
- Louie Schwartzberg, filmmaker
- Boris Worm, pesquisador de ecologia marinha da Universidade de Dalhousie

## Direção
Louie Psihoyos

## Cinematografia
John Behrens
Sean Kirby
Petr Stepanek
Shawn Heinrichs

## Autor
Mark Monroe

## Compositor
J. Ralph